# 175R
175R（イナゴライダー）は、日本のロックバンド。所属レーベルはEMI Records。

## 概要
彼らは、2000年代前半に中高生の間で人気を集めたジャンルである青春パンクの代表的存在である。2003年1月に、東芝EMIからシングル「ハッピーライフ」でメジャーデビュー。「ハッピーライフ」と続く「空に唄えば」で2連続オリコン週間チャート初登場1位を達成した。
2010年に活動休止を発表し、各自個人の活動に専念する。その6年後の2016年10月に活動を再開し、現在でもライブを中心に活動を続けている。
バンド名は、元メンバーのわっCHANの友人のあだ名からちなんだものである。ちなみに、名前に特に意味はない。

## メンバー
- SHOGO（しょーご、1980年3月24日 - ）ボーカル担当。
ソロ出演はメンバーの中では最多。2005年からは作詞・作曲のクレジット名は「shogo. k」名義である。自身がプロデューサーを務めるBUG ROCK RECORDSも立ち上げている。
- ISAKICK（いさきっく、1981年3月18日（44歳） - ）ベース担当。
『鴬谷フィルハーモニー』ベース、『GEM』音楽ディレクターとしても活動していた[5]。現在は福岡を拠点とするアイドルグループ「HelloYouth」の音楽プロデューサー、「MAGICAL SPEC」の音楽ディレクターとしても活動を続ける
- YOSHIAKI （よしあき、1982年12月7日（42歳） - ）ドラムス担当。
元メンバーKAZYAの実弟。
2019年10月16日、医者から職業性ジストニアであると診断され、治療に専念するためバンドとしての活動を休養することを発表[6]。

## 元メンバー
- わっCHAN（わっちゃん）ドラムス担当。
1999年脱退[4]。
脱退後も、175Rの作品のスペシャルサンクス枠に名前がクレジットされる事がある。
- KAZYA（かずや、1979年9月6日（45歳） - ）ギター担当。
YOSHIAKIの実兄。
元々はKAZUYA名義で活動していたが、2003年1月に「U」を取って、現在の名義に。
2017年4月15日、大阪・大阪城音楽堂で開催されたワンマンライブ「175R 活動祭開！青き春の野音！」をもってバンドを脱退。バンド活動と生活（活動休止中に拠点を九州に移していた）の両立が困難になったためとされている[7]。

## 主な活動履歴
- 1998年
  - 10月、SHOGOを中心に結成。
- 1999年
  - 2月、北九州を中心にライブ活動をスタート。同時に、自主企画ライブ『いきあたりバッタり』を開催。
  - 7月、北九州で行われた『GROOVE ROAD バンド合戦コンテスト』でグランプリを受賞。
  - 10月、4曲入りのデモテープ『1769〜INAROCK〜』を発売。この頃から、福岡県全域へ活動の場を広げる。
- 2001年
  - 3月、全16ヶ所を廻る、バンド初となる全国ツアー『「初陣」〜Spring Tour 2001〜』を開催。
  - 6月、i hate recordsより、バンド初のシングル「From North Nine States」を発売。オリコンインディーズチャート3週連続1位を獲得。
- 2002年
  - 2月、1枚目のフルアルバム『Go! upstart!』をリリース。オリコンチャート初登場6位を獲得。
  - 7月24日、SHAKALABBITSとのスプリット・マキシシングル「STAND BY YOU!!」を発売。オリコンチャート初登場5位を獲得。
  - 9月、SHAKALABBITSと共に、全国11ヶ所を廻るライブ『STAND BY YOU!! TOUR 2002』を開催。
  - 10月、SHOGOがパーソナリティをつとめるラジオ『SHOGOのallnightnippon-r』（ニッポン放送系）がスタート。2006年に終了。
- 2003年
  - 1月6日、シングル「ハッピーライフ」でメジャーデビュー。オリコンチャート初登場1位を獲得。
  - 4月16日、メジャー2枚目のシングル「空に唄えば」を発売。前作に続き、オリコンチャート初登場1位を獲得。
  - 5月17日、東京・代々木公園野外ステージでフリーライブを開催、約2万5000人を動員。
  - 6月18日、メジャー初のフルアルバム『Songs』を発売。オリコンチャート初登場2位を獲得。
  - 7月〜9月、『Song for tomorrow TOUR 2003〜プライドなんか捨てろっちゃ!〜』ツアーを開催。
  - 11月12日、メジャー3枚目のシングル「「手紙」」を発売。
  - 12月31日、『第54回NHK紅白歌合戦』に初出場を果たした。
- 2004年
  - 3月3日、メジャー4枚目のシングル「GLORY DAYS」を発売。オリコンチャート初登場5位を獲得。
  - 7月21日、メジャー5枚目のシングル「夕焼けファルセット」リリース。オリコンチャート初登場5位を獲得。
  - 9月、北九州にて、ワンマンライブ『LIVE THE MELODY 2004 in 北九州芸術劇場』を開催。
  - 9月1日、メジャー2枚目のフルアルバム『MELODY』リリース。オリコンチャート初登場3位を獲得。
  - 10月17日、バンド初となる日本武道館でのライブ『LIVE THE MELODY 2004 in 日本武道館』を開催。
  - 11月17日、メジャー6枚目のシングル「ORANGE」を発売。
- 2005年
  - 1月、全国14ヶ所を廻るライブツアー『LIVE THE MELODY TOUR 2005 〜俺達は腐ったミカンなんかじゃない!〜』を開催。なお、このライブにおいて、会場限定シングル「マンハッタン」を発売。
  - 3月22日、ネスレ・キットカットとコラボレーションした、メジャー7枚目のシングル「グラフィティー」をリリース。
  - 4月、日比谷野外大音楽堂にて『LIVE THE GROWLY〜石井さんの逆襲〜』を開催。
  - 5月〜7月、全国20ヶ所22公演を廻るホールツアー『LIVE THE GROWLY TOUR 2004〜グッバイ!石井さん!〜』を開催。
  - 9月7日、メジャー8枚目のシングル「メロディー」を発売。
  - 11月、ライブ『175R Seven Years War TOUR 2005〜LIVE HOUSEの予言者〜』を開催。
  - 11月30日、メジャー9枚目のシングル「シャイン、光の道しるべ/白いクリスマス」を発売。
- 2006年
  - 2月8日、メジャー10枚目のシングル「ボクハナンダ 〜応援シタクナッタノダ!! Ver.〜」を発売。
  - 2月22日、メジャー3枚目のフルアルバム『7-SEVEN-』を発売。
  - 4月〜5月、ライブ『175R LIVE TOUR 2006「7-SEVEN-」』を開催。
  - 5月〜7月、全国21ヶ所を廻るライブ『175R LIVE TOUR 2006「7×7×7」』を開催。
  - 11月1日、メジャー11枚目のシングル「果てなき明日へと」を発売。
- 2007年
  - 1月、正月より、ライブ『175R TOUR 2007「果てなき明日へと」』を開催。
  - 2月7日、メジャー12枚目のシングル「君と向日葵」を発売。
  - 4月25日、メジャー4枚目のフルアルバム『Bremen』を発売。
  - 7月25日、メジャー13枚目のシングル「夢で逢えたなら…」を発売。
  - 8月29日、メジャー14枚目のシングル「スタートライン」を発売。
  - 10月10日、バンド初のベストアルバム『サンキュー・フォー・ザ・ミュージック』を発売。
- 2008年
  - 4月9日、バンド初のミニアルバム『お前はスゲぇー!』をリリース。
  - 4月日比谷野外大音楽堂にて『175R 10周年感謝の野音! THANK YOU FOR THE FAN』を行う。
- 2009年
  - 8月、日比谷野外大音楽堂にて『175R vs 175R 〜夏の終わりの野音祭り〜』を開催。 5時間50曲を演奏。
  - 10月7日、メジャー15枚目のシングル「リフレイン 〜青春馬鹿野郎〜」を発売。
  - 12月9日、メジャー16枚目のシングル「東京」を発売。
- 2010年
  - 2月3日、メジャー5枚目のフルアルバム『JAPON』を発売。
  - 7月、日比谷野外大音楽堂にて『恒例! 夏の野音祭り〜今年はSingle全曲やっちゃいますか!〜』を行う。
  - 9月、公式サイトにて年内をもって活動を休止することを発表した。
  - 12月30日、COUNTDOWN JAPAN 10/11に出演。このイベントの出演を最後に活動休止する。
- 2016年
  - 10月19日、12月3日に開催されるライブイベント『SKULLSHIT 20th ANNIVERSARY 骸骨祭り』から活動再開をすることを発表[8]。また、同日に代表曲を再レコーディングした配信限定ベスト『175R(e) BEST』を発売。
- 2017年
  - 4月5日、メジャー6枚目、約7年ぶりのフルアルバム『GET UP YOUTH!』を発売。
  - 4月15日、ギターのKAZYAが脱退[7]。
  - 7月5日、メジャー17枚目のシングル「SUMMER VACATION」を発売。
- 2018年
  - 10月3日、結成20周年を記念したベストアルバム『175R BEST「ANNIVERSARY 1998-2018」』を発売。
- 2019年
  - 10月16日、ドラムのYOSHIAKIがバンドとしての活動を休養[6]。
- 2021年
  - 7月、堀江貴文がオーナーを務める球団福岡北九州フェニックスの公式テーマソングを担当する事が発表された[9]。
- 2022年
  - 1月22日、福岡北九州フェニックスの公式テーマソング「Fly High ～北九州フェニックスのテーマ～」が完成し、福岡北九州フェニックスおよびSHOGOの公式Youtubeチャンネルで公開された[10]。
  - 10月1日、デジタルシングル「素晴らしき人生！～ヒートアップのテーマ～」を発売。プロレスリングHEAT-UPのオリジナルテーマソングに起用されている[11]。

## ディスコグラフィ

### インディーズ

#### シングル
|     | 発売日        | タイトル               | 最高順位 | 備考             |
| --- | ------------- | ---------------------- | -------- | ---------------- |
| 1st | 2001年6月13日 | From North Nine States | 43位     | 初の全国流通盤。 |

#### アルバム
|     | 発売日       | タイトル    | 最高順位 |
| --- | ------------ | ----------- | -------- |
| 1st | 2002年2月6日 | Go!upstart! | 6位      |

### メジャー

#### シングル
| 枚   | 発売日         | タイトル                                     | 最高順位 | 備考・タイアップ                                                                                                 |
| ---- | -------------- | -------------------------------------------- | -------- | --- |
| ※    | 2002年7月24日  | STAND BY YOU!!                               | 5位      | SHAKALABBITSとのコラボレーションシングル。                                                                       |
| 1st  | 2003年1月16日  | ハッピーライフ                               | 1位      | - |
| 2nd  | 2003年4月16日  | 空に唄えば                                   | 1位      | J-PHONE（現・ソフトバンクモバイル）「エンジョルノ」CMソング                                                      |
| 3rd  | 2003年11月12日 | 「手紙」                                     | 11位     | - |
| 4th  | 2004年3月3日   | GLORY DAYS                                   | 5位      | - |
| 5th  | 2004年7月21日  | 夕焼けファルセット                           | 5位      | テレビ朝日系ドラマ『ああ探偵事務所』主題歌                                                                       |
| 6th  | 2004年11月17日 | ORANGE                                       | 20位     | MCU（KICK THE CAN CREW）とのコラボレーション。 ネスレジャパン「Kit Kat サプライズライブ篇」CMソング              |
| 7th  | 2005年3月22日  | グラフィティー(KIT KAT Edition)              | -        | ネスレジャパン『キットカット CDパック』の第一弾としてbreaktown LABELから発売された。キットカットとのセット販売。 |
| 8th  | 2005年9月7日   | メロディー                                   | 17位     | 任天堂「押忍!闘え!応援団」CMソング・収録曲                                                                       |
| 9th  | 2005年11月30日 | シャイン、光の道しるべ/白いクリスマス        | 25位     | - |
| 10th | 2006年2月8日   | ボクハナンダ 〜応援シタクナッタノダ!! Ver.〜 | 36位     | 「Z会」CMソング                                                                                                  |
| 11th | 2006年11月1日  | 果てなき明日へと                             | 33位     | Virgin Music移籍後初の作品。                                                                                     |
| 12th | 2007年2月7日   | 君と向日葵                                   | 42位     | - |
| 13th | 2007年7月25日  | 夢で逢えたなら…                              | 44位     | 東映配給映画『劇場版 仮面ライダー電王 俺、誕生!』主題歌                                                          |
| 14th | 2007年8月29日  | スタートライン                               | 59位     | - |
| 15th | 2009年10月7日  | リフレイン 〜青春馬鹿野郎〜                  | 53位     | TVS・浦和レッズスーパーマッチエンディング・テーマ                                                                |
| 16th | 2009年12月9日  | 東京                                         | 50位     | - |
| 17th | 2017年7月5日   | SUMMER VACATION                              | 62位     | 活動再開後初のシングル。                                                                                         |
| 18th | 2024年1月24日  | 旅立ちの唄                                   | TBA      | テレビアニメ『遊☆戯☆王ゴーラッシュ!!』第4期エンディングテーマ                                                    |

#### デジタルシングル
- new world（2008年11月5日）
- 光の中で（2009年4月29日）
- これから（2016年12月4日）
- 素晴らしき人生！〜ヒートアップのテーマ〜（2022年10月1日）
- 旅立ちの唄 (TV Size)（2023年11月10日）
- 旅立ちの唄（2023年11月10日、先行配信）

#### 会場限定シングル
- マンハッタン（2005年）

#### その他の楽曲
- Fly High ～北九州フェニックスのテーマ～[動画 1][動画 2]（2022年1月22日） - 福岡北九州フェニックス公式テーマソング

#### アルバム
| 枚  | リリース日    | タイトル        | 最高順位 |
| --- | ------------- | --------------- | -------- |
| 1st | 2003年6月18日 | Songs           | 2位      |
| 2nd | 2004年9月1日  | MELODY          | 3位      |
| 3rd | 2006年2月22日 | 7-SEVEN-        | 20位     |
| 4th | 2007年4月25日 | Bremen          | 43位     |
| 5th | 2008年4月9日  | お前はスゲぇー! | 49位     |
| 6th | 2010年2月3日  | JAPON           | 55位     |
| 7th | 2017年4月5日  | GET UP YOUTH!   | 47位     |

#### ベストアルバム
| 枚  | リリース日     | タイトル                             | 最高順位 |
| --- | -------------- | ------------------------------------ | -------- |
| 1st | 2007年10月10日 | サンキュー・フォー・ザ・ミュージック | 28位     |
| 2nd | 2018年10月3日  | 175R BEST 「ANNIVERSARY 1998-2018」  | 91位     |

#### デジタルアルバム
| 枚  | リリース日     | タイトル         | 備考 |
| --- | -------------- | ---------------- | --- |
| 1st | 2007年10月17日 | 175R 裏 BESTっ!! | 『サンキュー・フォー・ザ・ミュージック』未収録曲からメンバー自身が選曲した裏ベスト盤。iTunes限定でのリリース。現在は配信されていない。 |
| 2nd | 2016年10月19日 | 175R(e) BEST     | 再レコーディングされた代表曲6曲を収録。後にアルバム『GET UP YOUTH!』初回限定盤にてCD化。                                               |
| 3rd | 2017年7月5日   | 175R(e) BEST2    | 前作の続編。同時発売のシングル「SUMMER VACATION」初回限定盤ではCDとして収録。                                                          |

### DVD
|     | 発売日         | タイトル                                                            | 規格品番  |
| --- | -------------- | ------------------------------------------------------------------- | --------- |
| 1st | 2003年12月10日 | LIVE!LIVE!LIFE?                                                     | TOBF-5279 |
| 2nd | 2004年1月28日  | CLIPS+                                                              | TOBF-5297 |
| 3rd | 2004年12月1日  | 175R LIVE at 日本武道館'04                                          | TOBF-5359 |
| 4th | 2007年2月7日   | CLIPS＋2                                                            | TOBF-5514 |
| 5th | 2008年7月30日  | サンキュー・フォー・ザ・ミュージック〜10周年感謝の野音と全国制覇!〜 | TOBF-5590 |

### ビデオ
- LIVE!LIVE!LIFE?（2003年12月10日/TOVF-1410）※5000本限定生産ビデオ

### 参加作品
| 発売日         | タイトル                                                     | 規格品番   | 収録曲                          |
| -------------- | ------------------------------------------------------------ | ---------- | ------------------------------- |
| 1999年6月10日  | MIND GARDEN                                                  | MGL-001    | 5. Cry the World                |
| 2001年7月25日  | STYLE OF Limited                                             | LTDL-003   | 10. P.R.P                       |
| 2002年7月24日  | STYLE OF Limited II                                          | LTDC-038   | 10. Signpost of light           |
| 2003年5月21日  | WALK TOWARDS THE FUTURE 〜JUN SKY WALKER(S) TRIBUTE〜        | TFCC-86129 | 1. MY GENERATION                |
| 2003年6月18日  | STREET ROCK FILE THE BEST                                    | MUCD-1081  | 5. SAKURA                       |
| 2003年9月17日  | BEST OF 蓮沼 1999→2003                                       | DIGA-001   | Disc1-19. 和                    |
| 2004年3月17日  | A.I COMPANY 〜Tribute to NEW ROTE'KA〜                       | VICL-61359 | Disc2-7. 嘘になっちまうぜ       |
| 2004年3月24日  | "BLUE" A TRIBUTE TO YUTAKA OZAKI                             | SECL-67    | 4. 十七歳の地図                 |
| 2004年4月14日  | THE JAPAN GOLD DISC AWARD 2004                               | MHCL-358   | Disc1-3. 空に唄えば             |
| 2005年5月11日  | MCU『A Peacetime MCU』                                       | BVCR-11070 | 12. B.A.M.O.R.A./MCU feat. 175R |
| 2005年9月21日  | BUG ROCK PARTY!!                                             | BRRC-0008  | 1. マンハッタン                 |
| 2005年11月9日  | STYLE OF LIMITED VITALIZE:BEST SELLECTION                    | LTDC-088   | Disc2-2. SAKURA                 |
| 2006年1月26日  | さくら☆桜☆サクラ-QUARTET’S ARRANGEMENTS-                     | UPCH-1456  | 3. SAKURA                       |
| 2006年3月23日  | 俺っちの探偵歌伝説! 探偵事務所5 オリジナル・サウンドトラック | AVCF-22747 | 4. 夕焼けファルセット           |
| 2006年3月31日  | Sakura songs                                                 | VICL-61879 | 4. SAKURA                       |
| 2006年4月5日   | THE HIT MAKER -筒美京平の世界-                               | MHCL-771   | Disc5-17. さらば恋人            |
| 2006年4月26日  | smart -10th&200th Anniversary!-                              | 170-LDKCD  | 4. 春風                         |
| 2006年6月28日  | ラムジ『ラムレンジャー』                                     | AVCD-17957 | 13. PIECE -Riding 175 Version-  |
| 2006年10月25日 | ゲルググ・アミーゴス                                         | IDCA-1028  | 13. BOON BOON BOON              |
| 2010年2月10日  | MCU『BEST OF MCU』                                           | BVCL-64    | 7. B.A.M.O.R.A./MCU feat. 175R  |
| 2011年5月25日  | 「クローズ×WORST」 トリビュートソング・アルバム              | AVCD-38248 | 2. new world                    |
| 2014年3月5日   | SAKUMA DROPS                                                 | VICL-64136 | Disc1-16. 空に唄えば            |
| 2019年4月24日  | エガオとナミダ ～あなたに寄り添う、優しい歌～                | UICZ-8204  | 25. 空に唄えば                  |
| 2020年6月24日  | エガオのチカラ～あなたの日々を応援する、あの日の歌～         | UICZ-8208  | 24. ハッピーライフ              |
| 2022年6月22日  | 仮面ライダー 50th Anniversary SONG BEST BOX                  | AVZD-96923 | Disc6-9. 夢で逢えたなら…        |

## ミュージックビデオ
| n°o | 発表年 | 曲名                                        | 監督              | 収録作品                            | リンク      |
| --- | ------ | ------------------------------------------- | ----------------- | ----------------------------------- | ----------- |
| 1   | 2001年 | Freedom                                     | 不明              | DVD『CLIPS+』                       | [ 動画 3 ]  |
| 2   | 2002年 | SAKURA                                      | Harumi Hashimukai | DVD『CLIPS+』                       | [ 動画 4 ]  |
| 3   | 2002年 | YOUR SONG                                   | 不明              | DVD『CLIPS+』                       | [ 動画 5 ]  |
| 4   | 2002年 | STAND BY YOU!（SHAKALABBITS,175R）          | 鈴木立樹          | DVD『CLIPS+』                       | -           |
| 5   | 2003年 | ハッピーライフ                              | 大喜多正毅        | DVD『CLIPS+』                       | [ 動画 6 ]  |
| 6   | 2003年 | 空に唄えば                                  | 大喜多正毅        | DVD『CLIPS+』                       | [ 動画 7 ]  |
| 7   | 2003年 | 旅人                                        | 大喜多正毅        | DVD『CLIPS+』                       | [ 動画 8 ]  |
| 8   | 2003年 | Party                                       | 栗田裕介          | -                                   | -           |
| 9   | 2003年 | 「手紙」                                    | 大喜多正毅        | -                                   | -           |
| 10  | 2003年 | 「手紙」 -Single Version-                   | 大喜多正毅        | DVD『CLIPS+』                       | [ 動画 9 ]  |
| 11  | 2004年 | GLORY DAYS                                  | 大喜多正毅        | DVD『CLIPS+2』                      | [ 動画 10 ] |
| 12  | 2004年 | 夕焼けファルセット                          | 大喜多正毅        | DVD『CLIPS+2』                      | [ 動画 11 ] |
| 13  | 2004年 | PICASSO                                     | 大喜多正毅        | DVD『CLIPS+2』                      | [ 動画 12 ] |
| 14  | 2004年 | ORANGE feat. MCU                            | 大喜多正毅        | DVD『CLIPS+2』                      | [ 動画 13 ] |
| 15  | 2005年 | グラフィティー（KIT KAT Edition）           | 大喜多正毅        | DVD『CLIPS+2』                      | [ 動画 14 ] |
| 16  | 2005年 | メロディー                                  | 大喜多正毅 & 175R | DVD『CLIPS+2』                      | [ 動画 15 ] |
| 17  | 2005年 | シャイン、光の道しるべ                      | 牧鉄馬            | DVD『CLIPS+2』                      | [ 動画 16 ] |
| 18  | 2005年 | 白いクリスマス                              | 竹久正記          | DVD『CLIPS+2』                      | [ 動画 17 ] |
| 19  | 2006年 | ボクハナンダ〜応援シタクナッタノダ!! Ver.〜 | モリ○カツ         | DVD『CLIPS+2』                      | [ 動画 18 ] |
| 20  | 2006年 | 春風                                        | 末吉のぶ          | DVD『CLIPS+2』                      | [ 動画 19 ] |
| 21  | 2006年 | 果てなき明日へと                            | 竹内鉄郎          | アルバム『Bremen』初回限定盤特典DVD | [ 動画 20 ] |
| 22  | 2007年 | 君と向日葵                                  | 竹内鉄郎          | アルバム『Bremen』初回限定盤特典DVD | [ 動画 21 ] |
| 23  | 2007年 | Tomorrow                                    | 福和敏            | アルバム『Bremen』初回限定盤特典DVD | [ 動画 22 ] |
| 24  | 2007年 | サンキュー・フォー・ザ・ミュージック        | 福和敏            | -                                   | [ 動画 23 ] |
| 25  | 2007年 | 夢で逢えたなら…                             | 大喜多正毅        | アルバム『JAPON』初回限定盤特典DVD  | [ 動画 24 ] |
| 26  | 2007年 | スタートライン                              | shogo.k           | アルバム『JAPON』初回限定盤特典DVD  | [ 動画 25 ] |
| 27  | 2009年 | リフレイン〜青春馬鹿野郎〜                  | 福居英晃          | アルバム『JAPON』初回限定盤特典DVD  | [ 動画 26 ] |
| 28  | 2009年 | 東京                                        | 福居英晃          | アルバム『JAPON』初回限定盤特典DVD  | [ 動画 27 ] |
| 29  | 2010年 | とわにとわに (feat.MCU Ver.)                | 福和敏            | アルバム『JAPON』初回限定盤特典DVD  | [ 動画 28 ] |
| 30  | 2016年 | これから                                    | フカツマサカズ    | -                                   | [ 動画 29 ] |
| 31  | 2017年 | 夏のマボロシ                                | 大喜多正毅        | -                                   | [ 動画 30 ] |
| 32  | 2018年 | ANNIVERSARY                                 | 東市篤憲          | -                                   | [ 動画 31 ] |
| 33  | 2023年 | 旅立ちの唄                                  | 不明              | -                                   | [ 動画 32 ] |
| 34  | 2023年 | わちゅがなどぅ                              | 不明              | -                                   | [ 動画 33 ] |

## 交友関係
交友関係は幅広く音楽界ではUVERworldやSHAKA LABBITSや氣志團、芸能界・スポーツ界にも友達が多い。また、SHOGOはデビュー前からCHARCOAL FILTERと交流があり、彼らのファンクラブの名誉会員として、会員番号175番をもらっている。テレフォンショッキングのお友達紹介では谷村新司を紹介している。

## 主なライブ

### ワンマンライブ・主催イベント
- 2007年 - 175R TOUR 2007「果てなき明日へと」
- 2007年 - 175R TOUR 2007「Bremen 〜無礼男の音楽隊〜」
- 2007年〜2008年 - 175R全都道府県TOUR 07〜08「サンキュー・フォー・ザ・ミュージック」
- 2008年 - 175R「おかげSUMMERで 175R 10周年 10番勝負! 俺もお前も金メダル!」
- 2008年 - new world TOUR2008
- 2009年 - 175R 青春馬鹿野郎 TOUR 2009『ちゃんこ』
- 2010年 - 175R JAPON TOUR 2010

### 出演イベント
- 2001年8月11日 - Sky Jamboree 2001
- 2002年7月20日 - KIRIN SOUND TOGETHER POP HILL '02
- 2002年8月8日 - スペースシャワー列伝 第17巻 〜昇龍の宴〜
- 2002年8月10日 - Sky Jamboree 2002 〜one pray in nagasaki〜
- 2002年8月17日・18日 - SUMMER SONIC 2002（「SHAKALABBITS・175R」として出演）
- 2002年8月25日 - MONSTER baSH 2002
- 2002年12月30日 - TVKテレビ開局30周年記念 LIVE DI:GA SPECIAL 2002 ACT:I
- 2003年5月25日 - MTV VIDEO MUSIC AWARDS JAPAN 2003
- 2003年8月1日 - ROCK IN JAPAN FESTIVAL 2003
- 2003年8月10日 - Sky Jamboree 2003 !!gan 顔晴れ bare!!
- 2003年8月16日 - RISING SUN ROCK FESTIVAL 2003 in EZO
- 2003年8月23日 - 音楽と髭達 2003
- 2004年5月13日 - REQUESTAGE 2
- 2004年8月6日 - ROCK IN JAPAN FESTIVAL 2004
- 2004年8月22日 - Sky Jamboree 2004 〜夢合わせ〜
- 2004年8月29日 - SETSTOCK'04
- 2004年12月29日 - COUNTDOWN JAPAN 04/05
- 2005年6月11日 - MIYAKO ISLAND ROCKFESTIVAL 2005
- 2005年8月5日 - ROCK IN JAPAN FESTIVAL 2005
- 2005年9月4日 - TREASURE052 2005 〜walking on air〜
- 2005年12月22日 - 湘南音祭 Vol.0.5
- 2006年8月4日 - ROCK IN JAPAN FESTIVAL 2006
- 2006年9月2日 - TREASURE052 2006
- 2007年8月17日 - TREASURE05X 2007 〜break the puzzle〜
- 2007年12月27日 - COUNTDOWN JAPAN 07/08
- 2008年8月1日 - ROCK IN JAPAN FESTIVAL 2008
- 2008年8月15日 - TREASURE05X 2008 〜steal the show!〜
- 2008年12月30日 - COUNTDOWN JAPAN 08/09
- 2009年8月6日 - TREASURE05X 2009 〜imagination from nothing 1st day〜
- 2009年8月8日 - MATCH UP '09 SUMMER SERIES
- 2009年9月19日 - イナズマロックフェス 2009
- 2010年5月2日 - COMIN'KOBE10
- 2010年12月30日 - COUNTDOWN JAPAN 10/11

### 動画
1. ↑  Fly High 〜北九州フェニックスのテーマ〜 - YouTube
2. ↑  【福岡北九州フェニックス公式テーマソング】「Fly High ～北九州フェニックスのテーマ～」　175R & N9S All Stars - YouTube
3. ↑  175R 「Freedom」OFFICIAL MUSIC VIDEO - YouTube
4. ↑  175R「SAKURA」OFFICIAL MUSIC VIDEO - YouTube
5. ↑  175R「YOUR SONG」OFFICIAL MUSIC VIDEO - YouTube
6. ↑  175R「ハッピーライフ」OFFICIAL MUSIC VIDEO - YouTube
7. ↑  175R「空に唄えば」OFFICIAL MUSIC VIDEO - YouTube
8. ↑  175R「 旅人」OFFICIAL MUSIC VIDEO - YouTube
9. ↑  175R「手紙」OFFICIAL MUSIC VIDEO - YouTube
10. ↑  175R「GLORY DAYS」OFFICIAL MUSIC VIDEO - YouTube
11. ↑  175R「夕焼けファルセット」OFFICIAL MUSIC VIDEO - YouTube
12. ↑  175R「PICCASO」OFFICIAL MUSIC VIDEO - YouTube
13. ↑  175R「ORANGE（feat.MCU）」OFFICIAL MUSIC VIDEO - YouTube
14. ↑  175R「グラフィティー」OFFICIAL MUSIC VIDEO - YouTube
15. ↑  175R「メロディー」OFFICIAL MUSIC VIDEO - YouTube
16. ↑  175R「シャイン、光の道しるべ」OFFICIAL MUSIC VIDEO - YouTube
17. ↑  175R「白いクリスマス」OFFICIAL MUSIC VIDEO - YouTube
18. ↑  175R「ボクハナンダ」OFFICIAL MUSIC VIDEO - YouTube
19. ↑  175R「春風」OFFICIAL MUSIC VIDEO - YouTube
20. ↑  175R - 果てなき明日へと - YouTube
21. ↑  175R - 君と向日葵 - YouTube
22. ↑  175R - Tomorrow - YouTube
23. ↑  175R - サンキュー・フォー・ザ・ミュージック - YouTube
24. ↑  175R「夢で逢えたなら・・・」OFFICIAL MUSIC VIDEO - YouTube
25. ↑  175R「スタートライン」OFFICIAL MUSIC VIDEO - YouTube
26. ↑  175R「リフレイン〜青春馬鹿野郎！〜」OFFICIAL MUSIC VIDEO - YouTube
27. ↑  175R「東京」OFFICIAL MUSIC VIDEO - YouTube
28. ↑  175R「とわに とわに(feat.MCU ver.)」OFFICIAL MUSIC VIDEO - YouTube
29. ↑  175R「これから」OFFICIAL MUSIC VIDEO - YouTube
30. ↑  175R「夏のマボロシ」OFFICIAL MUSIC VIDEO - YouTube
31. ↑  175R「ANNIVERSARY」OFFICIAL MUSIC VIDEO - YouTube
32. ↑  『遊☆戯☆王ゴーラッシュ！！』2年目後期エンディングテーマ 175R「旅立ちの唄」リリックビデオ - YouTube
33. ↑  175R「わちゅがなどぅ」リリックビデオ - YouTube